# Minorville
Minorville ist eine französische Gemeinde mit 226 Einwohnern (Stand: 1. Januar 2022) im Département Meurthe-et-Moselle in der Region Grand Est (bis 2015 Lothringen). Sie gehört zum Arrondissement Toul und zum Kanton Le Nord-Toulois.

## Geografie
Minorville liegt an der Esch, etwa 30 Kilometer nordwestlich von Nancy. Das Gemeindegebiet ist Teil des Regionalen Naturparks Lothringen. Umgeben wird Minorville von den Nachbargemeinden Noviant-aux-Prés im Norden, Manonville im Nordosten und Osten, Domèvre-en-Haye im Osten, Manoncourt-en-Woëvre im Südosten und Süden, Royaumeix im Süden und Westen, Ansauville im Westen sowie Grosrouvres im Nordwesten. 

## Bevölkerungsentwicklung
| Jahr                       | 1962 | 1968 | 1975 | 1982 | 1990 | 1999 | 2006 | 2019 |
| Einwohner                  | 210  | 181  | 174  | 173  | 183  | 173  | 211  | 225  |
| Quellen: Cassini und INSEE |      |      |      |      |      |      |      |      |

## Sehenswürdigkeiten
- Kirche Saint-Étienne aus dem 19. Jahrhundert
- Kapelle Sainte-Barbe aus dem 19. Jahrhundert

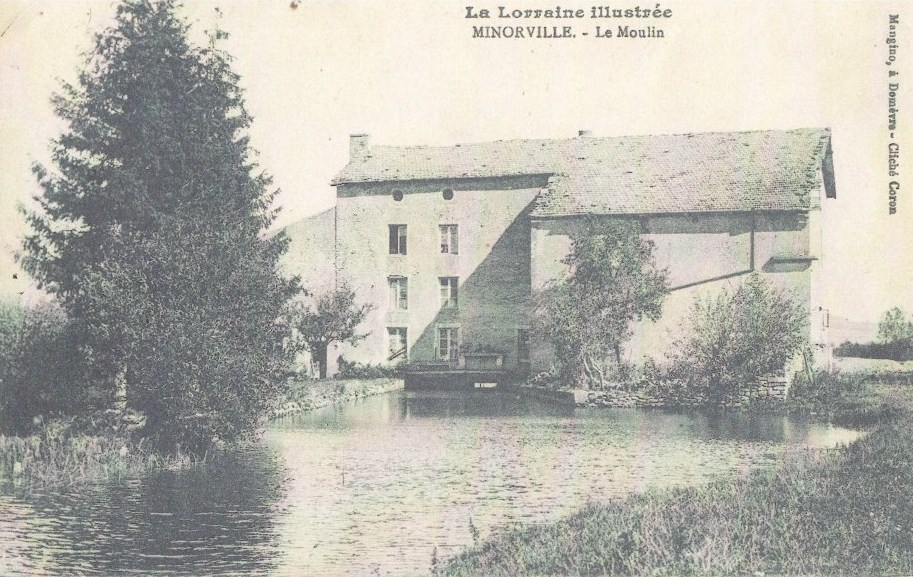
Alte Postkarte der Wassermühle in Minorville